# Chetwynd, British Columbia
Chetwynd är en ort i Kanada.   Den ligger i provinsen British Columbia, i den centrala delen av landet, 3 400 km väster om huvudstaden Ottawa. Chetwynd ligger 615 meter över havet och antalet invånare är 2 587.
Terrängen runt Chetwynd är huvudsakligen kuperad. Chetwynd ligger nere i en dal. Trakten runt Chetwynd är nära nog obefolkad, med mindre än två invånare per kvadratkilometer.. Det finns inga andra samhällen i närheten.
I omgivningarna runt Chetwynd växer i huvudsak blandskog.